# Theo Croker
Theodore Lee Croker, detto Theo (Leesburg, 18 luglio 1985), è un trombettista e compositore statunitense.

## Discografia
- 2006 - The Fundamentals
- 2009 - In the Tradition
- 2014 - AfroPhysicist
- 2015 - DVRKFUNK (EP)
- 2016 - Escape Velocity
- 2019 - Star People Nation
- 2020 - Understand Yourself (EP)